# Pseudaleuria
Pseudaleuria — рід грибів родини Pyronemataceae. Назва вперше опублікована 1987 року.